# 丹波国
丹波国（たんばのくに）は、日本の地方行政区分である令制国の一つ。山陰道に属する。

## 「丹波」の名称と由来

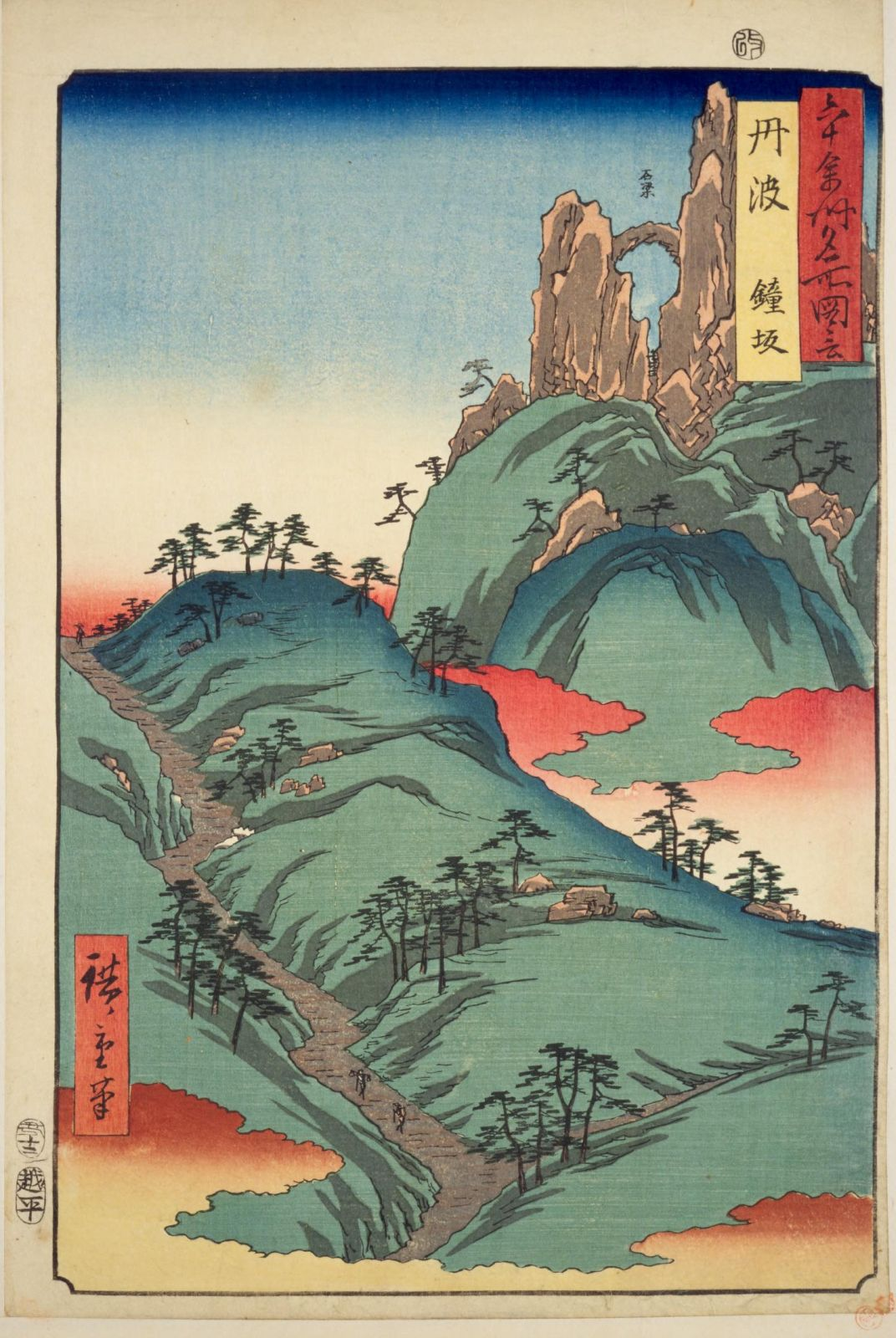
六十余州名所図会「丹波鐘坂」

主に「丹波」が使われているが、古くは「たには」とも称し、「旦波」、「但波」、「丹婆」、「谿羽」などの表記も見られる。藤原宮跡出土木簡では例外を除いて全て「丹波」なので、大宝律令の施行とともに「丹波」に統一されたと考えられている。
『和名抄』では「丹波」を「太迩波（たには）」と訓む。その由来として『和訓栞』では「谷端」、『諸国名義考』では「田庭」すなわち「平らかに広い地」としているが、後者が有力視されている。
また、国が分割される場合、都に近い順に「前・中・後」を付けて命名されることが一般的であるが、律令制以前の旧丹波が分割されたとき「丹波」の地名はそのまま残り「丹波国」となった。現在の京丹後市峰山町に「丹波」という地名が残るが、これは旧郷名・旧郡名であり、旧丹波郡が丹波国の中心とも言われている。

## 領域
明治維新直前の領域は、現在の下記の区域に相当する。
- 京都府
  - 京都市の一部（右京区京北各町・左京区広河原各町）
  - 亀岡市
  - 南丹市
  - 船井郡京丹波町
  - 綾部市
  - 福知山市の大部分（大江町各町および雲原を除く）
- 兵庫県
  - 丹波篠山市
  - 丹波市
- 大阪府
  - 高槻市の一部（田能・出灰・中畑・二料・杉生）
  - 豊能郡豊能町の一部（牧・寺田）

## 歴史

### 古代
律令制以前は但馬、丹後も含み丹波国造の領域とされ、現在の京都府の中部と北部、兵庫県の北部と中部の東辺に加え、大阪府の一部にも及んでいた。7世紀の令制国成立に伴い、但馬地域が分国し但馬国となり、また和銅6年（713年）4月3日北部5郡が丹後国として分国、そして都に近い郡は「丹波国」となった。現在では丹波・丹後・但馬を「三丹」、但馬を含まない場合は「両丹」と総称することもある。
丹波国は大まかに言って亀岡盆地、由良（福知山）盆地、篠山盆地のそれぞれ母川の違う大きな盆地があり、互いの間を山地が隔てている。このため、丹波国は甲斐や信濃、尾張、土佐のように一国単位で結束した歴史を持ちにくい性質があり、丹波の歴史を複雑化した。地域性として亀岡・八木・園部の南丹（口丹波）地方は山城・摂津と、福知山・綾部の中丹は丹後・但馬と、篠山は摂津・播磨と、氷上は但馬・播磨に密接に係わる歴史を持った。

### 中世
丹波国は古くより京都（平安京）の北西の出入口に当たる地理的条件から、各時代の権力者から重要視され、播磨や大和などと並んで鎌倉時代の六波羅探題や江戸時代の京都所司代などの直接支配を受けた。それだけに、都の政局に巻き込まれやすい国でもあった。鎌倉時代末期には足利尊氏が桑田郡篠村（現・京都府亀岡市篠町）で挙兵し、安土桃山時代にも丹波亀山城主の明智光秀が本能寺の変を起こすといった時代変革の重要な舞台となった。さほど有名ではないが、戦国時代に八上城の波多野氏（松田氏）は丹波諸豪族をまとめると、これを率いて山城など周辺諸国に進出したこともある。
室町時代は、おおむね細川京兆家の領国として、守護代内藤氏の下で栄えた。
安土桃山時代は羽柴秀勝や羽柴（小早川）秀秋、前田玄以といった豊臣政権の親族などが亀山に置かれた。一方、福智山は小野木重勝が封じられた。織田信長の弟である織田信包が氷上郡柏原に陣屋を構えた。

### 近世
江戸時代は一国を有する大名はなく、7藩（丹波亀山藩、園部藩、綾部藩、山家藩、篠山藩（八上藩）、柏原藩、福知山藩）を有した。そのうち、丹波亀山藩と篠山藩は京都や大坂に近いため幕府の重責を担った譜代大名による移入封が多く、徳川幕府が重要視する藩の一つであった。

### 近代以後
廃藩置県後の明治4年11月2日（1871年12月19日）の第1次府県統合により、桑田郡、船井郡、何鹿郡は京都府に、天田郡、氷上郡、多紀郡は豊岡県に分けられた。さらに、1876年（明治9年）8月21日の第2次府県統合により豊岡県は廃止され、天田郡が京都府に、氷上郡、多紀郡の二郡が兵庫県に編入されることとなった。その後、1958年（昭和33年）4月1日の市町村合併により、京都府南桑田郡樫田村が大阪府高槻市に、京都府亀岡市西別院村の牧、寺田地区が大阪府豊能郡豊能町に編入されている。

### 近世以降の沿革
- 『旧高旧領取調帳』に記載されている明治初年時点での国内の支配は以下の通り（970村・331,954石余）。太字は当該郡内に藩庁が所在。国名のあるものは飛地領。幕府領は京都代官・久美浜代官所が管轄。
  - 桑田郡（218村・56,227石余） - 旗本領、皇室領、公家領、亀山藩、園部藩、篠山藩、摂津高槻藩
  - 船井郡（210村・52,140石余） - 幕府領（京都）、旗本領、皇室領、園部藩、亀山藩、篠山藩、綾部藩、上総鶴牧藩
  - 何鹿郡（136村・49,525石余） - 旗本領、綾部藩、山家藩、園部藩、柏原藩、篠山藩、陸奥湯長谷藩、武蔵岡部藩
  - 天田郡（119村・52,059石余） - 幕府領（京都・久美浜）、旗本領、福知山藩、綾部藩、柏原藩、篠山藩、武蔵岡部藩、上総鶴牧藩、上総飯野藩
  - 氷上郡（172村・68,546石余） - 幕府領（京都）、旗本領、公家領、柏原藩、亀山藩、陸奥湯長谷藩、上総鶴牧藩、摂津三田藩、近江山上藩
  - 多紀郡（115村・53,453石余） - 篠山藩
- 慶応4年
  - 2月19日（1868年3月12日） - 幕府領（京都代官）が京都裁判所の管轄となる。
  - 4月 - 岡部藩が藩庁を移転して三河半原藩となる。
  - 閏4月25日（1868年6月15日） - 京都裁判所の管轄地域が京都府の管轄となる。
  - 閏4月28日（1868年6月18日） - 京都府の管轄地域および幕府領（久美浜）・旗本領が久美浜県の管轄となる。
  - 本年から明治3年にかけて飯野藩の領地が上総国に集約され、郡内の領地が消滅。
- 明治2年6月19日（1869年7月27日） - 丹波亀山藩が任知藩事にともない改称して亀岡藩となる。
- 明治4年
  - 7月14日（1871年8月29日） - 廃藩置県により、藩領が亀岡県、園部県、篠山県、綾部県、山家県、福知山県および湯長谷県、鶴牧県、半原県、山上県、高槻県、三田県の飛地となる。
  - 11月2日（1871年12月13日） - 第1次府県統合により、多紀郡・氷上郡・天田郡および桑田郡・船井郡・何鹿郡のうち篠山県の管轄地域が豊岡県の管轄となる。
  - 11月2日（1871年12月13日） - 第1次府県統合により、何鹿郡の湯長谷県の管轄地域が平県の管轄となる。
  - 11月14日（1871年12月25日） - 第1次府県統合により、船井郡の鶴牧県の管轄地域が木更津県の管轄となる。
  - 11月15日（1871年12月26日） - 第1次府県統合により、何鹿郡の半原県の管轄地域が額田県の管轄となる。
  - 11月20日（1871年12月31日） - 第1次府県統合により、高槻県の管轄区域が大阪府の管轄となる。
  - 11月22日（1872年1月2日） - 第1次府県統合により、桑田郡・船井郡・何鹿郡が京都府の管轄となる。
- 明治9年（1876年）8月21日 - 第2次府県統合により、天田郡が京都府、多紀郡・氷上郡が兵庫県の管轄となる。
- 昭和33年（1958年）4月1日 - 南桑田郡樫田村が大阪府高槻市に、亀岡市の一部（西別院町牧および西別院町寺田の一部）が大阪府豊能郡東能勢村（現・豊能町）に編入。

## 国内の施設

### 国府
『和名抄』に「国府在桑田郡高低上一日下半日」とあることから、10世紀には桑田郡（現在の亀岡市周辺）にあったとされる。しかしながら国府の位置は確定できておらず、現在も諸説がある。
- 桑田郡 案察使（亀岡市保津町）説

地名は按察使由来であり、按察使は大国の国司が兼任する例があり、国府または国司館跡と推定する説がある。
- 桑田郡 三宅（亀岡市三宅町）説

地名が屯倉（みやけ = 三宅）由来で郡衙跡と推定されているが、国衙との説もある。
- 桑田郡 千代川（亀岡市千代川町）説

10世紀までの候補地として有力で、千代川遺跡からは8世紀中葉から9世紀を中心とする建物跡や遺物が見つかっている。
- 船井郡 屋賀（南丹市八木町屋賀）説

船井郡ながら桑田郡との郡境にあり、古代は桑田郡であったともみなせる。室町時代に描かれたとされる『丹波国吉富庄絵図』に、屋賀の地と考える場所に豪勢な建物と共に「国八庁」と記されている。また、集落内には国府という小字があり、丹波国総社の説のある宗神社も鎮座している。
また以上を踏まえ、千代川にあった国府が平安末から鎌倉初期にかけて屋賀に移転したとする説もある。

### 国分寺・国分尼寺
- 丹波国分寺（京都府亀岡市千歳町国分）

現在は同じ位置に護国山国分寺が立ち、法灯を伝承する。
- 丹波国分尼寺（京都府亀岡市河原林町）

通称「御上人林廃寺跡」。

### 神社
延喜式内社
『延喜式神名帳』には、大社5座4社・小社66座65社の計71座69社が記載されている。大社は以下に示すもので、いずれも名神大社。丹波国の式内社一覧を参照。
- 桑田郡
  - 出雲神社 - 出雲大神宮（亀岡市千歳町千歳、丹波国一宮）、出雲神社（亀岡市本梅町井手）の論社二社
  - 小川月神社 - 小川月神社（京都府亀岡市）
- 船井郡
  - 麻気神社 - 摩氣神社（京都府南丹市）
- 多紀郡
  - 櫛石窓神社二座 - 櫛石窓神社（兵庫県丹波篠山市）

総社・一宮
- 総社：宗神社 （京都府南丹市） - 推定
- 一宮：出雲大神宮（京都府亀岡市）

二宮以下はない。

### 安国寺利生塔
- 丹波安国寺（京都府綾部市）

### 城郭
- 亀山城
- 篠山城
- 福知山城

#### 丹波国三大山城
- 八木城
- 黒井城
- 八上城

## 地域

### 郡
- 桑田郡（くわだ） - 1879年（明治12年）以降は北桑田郡と南桑田郡に分割。
  - 北桑田郡 - 京都市右京区京北・左京区広河原、南丹市美山町・八木町神吉。
  - 南桑田郡 - 亀岡市、大阪府高槻市樫田、大阪府豊能郡豊能町牧・寺田。
- 船井郡（ふない） - 京丹波町、南丹市園部町・八木町のうち旧北桑田郡神吉村（1955年（昭和30年）に編入）を除く地域、および日吉町。
- 何鹿郡（いかるが） - 綾部市、福知山市のうち旧佐賀村。
- 多紀郡（たき） - 丹波篠山市。
- 氷上郡（ひかみ） - 丹波市。
- 天田郡（あまた） - 福知山市のうち旧何鹿郡佐賀村、旧与謝郡雲原村（1902年（明治35年）以降は天田郡）、旧加佐郡大江町を除く地域。

### 江戸時代の藩
- 福知山藩：有馬家（6万石→8万石）→天領→岡部家（5万石）→稲葉家（4万5700石）→松平（深溝）家（4万5900石）→朽木家（3万2千石）
- 丹波亀山藩：前田家（5万石）→岡部家（3万2千石）→松平（大給）家（2万2千石）→菅沼家（4万1千石）→松平（藤井）家（3万8千石）→久世家（5万石）→井上家（4万7千石）→青山家（5万石）→松平（形原）家（5万石）
- 篠山藩：松平（松井）家（5万石）→松平（藤井）家（5万石）→松平（形原）家（5万石）→青山家（5万石→6万石）
- 柏原藩：織田家（3万6千石）→天領→織田家（2万石）
- 園部藩：小出家（2万9,800石→2万5千石→2万4千石）
- 綾部藩：九鬼家（2万石→1万9,500石）
- 山家藩：谷家（1万1千石→1万石）
- 八上藩：前田家（5万石）→ 松平（松井）家（5万石）→廃藩（篠山藩に移封）

## 人物

### 国司

#### 丹波守
- 大神狛麻呂：和銅元年（708年）任官
- 佐太老：和銅3年（710年）任官
- 藤原田麻呂：天平神護2年（766年）
- 藤原家依：770年頃
- 坂上苅田麻呂：770年頃
- 紀作良：790年頃
- 滋野貞雄：830年頃
- 正躬王：承和6年（839年）任官
- 茂世王：斉衡2年（855年）任官
- 文室助雄：斉衡3年（856年）任官
- 大枝音人：天安2年（858年）任官
- 藤原諸藤：天安2年（858年）任官
- 高階岑諸：貞観3年（861年）任官
- 滋野善陰：貞観3年（861年）任官
- 下笠引興：貞観7年（865年）任官
- 坂上貞守：貞観10年（868年）任官
- 良岑経世：貞観17年（875年）任官
- 藤原是行：貞観17年（875年）任官
- 橘良基：元慶元年（877年）任官
- 藤原是行：元慶2年（878年）任官
- 源覚：元慶2年（878年）任官
- 良岑長松：元慶2年（878年）任官
- 橘良基：元慶6年（882年）任官
- 紀淑人：天慶6年（882年）任官
- 源等：910年頃
- 平貞盛：天禄3年（972年）任官
  - 源経房：長和元年（1012年）任官（権守）
- 大江挙周
- 藤原章信：永承3年（1048年）任官
- 源高房：永承6年（1051年）任官
- 藤原国成：永承7年（1052年）任官
- 橘俊綱：天喜4年（1056年）任官
- 藤原資良：康平5年（1062年）任官
- 源高房：治暦4年（1068年）任官
- 藤原顕綱：延久4年（1072年）任官
- 高階経成：延久5年（1073年）任官
- 藤原顕綱
- 橘俊綱：1080年頃
- 藤原顕季：1080年頃
- 源顕仲：寛治5年（1091年）頃　任官
- 源季房：寛治7年（1093年）頃　任官
- 藤原忠隆：天永2年（1111年）任官
- 藤原顕頼：保安4年（1123年）任官
- 源資賢：天治元年（1124年）任官
- 藤原公通：1130年頃
- 藤原通重：1148年前後
- 藤原為通：仁平2年（1152年）任官（権守）
- 一条能保：保元2年（1157年）任官
- 藤原成経：安元3年（1177年）頃任官
- 平親宗：文治4年（1188年）任官

#### 丹波介
- 良岑安世：大同5年（810年）任官

### 守護

#### 鎌倉幕府
- 1221年～1222年 - 北条時房
- 1232年～1277年 - 北条時盛
- 1277年～1284年 - 北条時国
- 1306年～1333年 - 六波羅探題南方兼任

#### 室町幕府
- 1336年～1343年 - 仁木頼章
- 1343年～1351年 - 山名時氏
- 1351年～1352年 - 仁木頼章
- 1352年～1353年 - 高師詮
- 1354年～1359年 - 仁木頼章
- 1359年～1360年 - 仁木頼夏
- 1360年～1363年 - 仁木義尹
- 1363年 - 足利直冬
- 1364年～1371年 - 山名時氏
- 1371年～1391年 - 山名氏清
- 1392年～1397年 - 細川頼元
- 1397年～1426年 - 細川満元
- 1426年～1429年 - 細川持元
- 1429年～1442年 - 細川持之
- 1442年～1473年 - 細川勝元
- 1473年～1506年 - 細川政元
- 1506年～1507年 - 細川澄之
- 1507年～1508年 - 細川澄元
- 1508年～1520年 - 細川高国
- 1520年 - 細川澄元
- 1520年～1525年 - 細川高国
- 1525年 - 細川稙国
- 1525年～1531年 - 細川高国
- 1532年～1552年 - 細川晴元
- 1552年～1563年 - 細川氏綱
- 1563年～ - 細川晴元
- 1575年～ - 細川昭元

### 戦国大名
- 波多野氏（八上城）
- 織豊政権の大名
  - 明智光秀（丹波一国、亀山城）
  - 羽柴秀勝 （亀山城）
  - 豊臣秀勝（亀山城）
  - 小早川秀秋（亀山城）
  - 前田玄以（亀山城、後に亀山藩初代藩主）
  - 杉原家次（福知山城）
  - 小野木重次（福知山城）
  - 織田信包（後に柏原藩初代藩主）
  - 谷衛友（後に丹波山家藩初代藩主）

## 国人
- 酒井氏:(酒井信政、酒井氏治、酒井氏盛、酒井氏武)
- 籾井氏
- 足立氏
- 荻野氏
- 畑氏
- 長澤氏:(長澤義遠)
- 小林氏
- 細見氏

### 武家官位としての丹波守
- 江戸時代以前
  - 渋川貞頼：鎌倉時代中期から後期の武将。渋川氏3代当主
  - 正木利英：戦国時代・北条氏の配下の成田氏の家臣
- 江戸時代武蔵岡部藩安倍家
  - 安部信之：第2代藩主
  - 安部信峯：第4代藩主
  - 安部信允：第7代藩主
  - 安部信亨：第8代藩主
  - 安部信任：第10代藩主
- 江戸時代備中生坂藩池田家
  - 池田輝録：初代藩主
  - 池田政晴：第2代藩主
  - 池田政弼：第4代藩主
  - 池田政範：第6代藩主
  - 池田政礼：第8代藩主
- 江戸時代播磨林田藩建部家
  - 建部政長：摂津尼崎藩主、播磨林田藩初代藩主
  - 建部政明：林田藩第2代藩主
  - 建部政周：林田藩第4代藩主
  - 建部政民：林田藩第5代藩主
- 江戸時代下野壬生藩鳥居家
  - 鳥居忠瞭：第2代藩主
  - 鳥居忠燾：第4代藩主
  - 鳥居忠威：第5代藩主
  - 鳥居忠挙：第6代藩主
  - 鳥居忠宝：第7代藩主
- 江戸時代三河挙母藩内藤家
  - 内藤政森：内藤家3代。陸奥泉藩第3代藩主、上野安中藩初代藩主
  - 内藤政苗：内藤家5代。上野安中藩第3代藩主、三河挙母藩初代藩主
  - 内藤学文：内藤家6代。挙母藩の第2代藩主。　
  - 内藤政優：内藤家9代。挙母藩の第5代藩主。井伊直弼の実兄
  - 内藤文成：内藤家11代。挙母藩第7代藩主
- 江戸時代越後村松藩直寄系支流堀家
  - 堀直吉：第2代藩主
  - 堀直堯：第5代藩主
  - 堀直央：第9代藩主
  - 堀直休：第10代藩主
- 江戸時代戸田松平家
  - 松平康長：戸田松平家初代。上野白井藩、下総古河藩、常陸笠間藩、上野高崎藩、信濃松本藩初代藩主
  - 松平庸直：戸田松平家2代。松本藩主、播磨明石藩初代藩主
  - 松平光重：戸田松平家3代。明石藩第2代藩主、美濃加納藩初代藩主
  - 松平光永：戸田松平家4代。加納藩第2代藩主
  - 松平光煕：戸田松平家5代。加納藩第3代藩主、山城淀藩初代藩主
  - 松平光慈：戸田松平家6代。淀藩第2代藩主、志摩鳥羽藩主、信濃松本藩初代藩主（再封）
  - 松平光雄：戸田松平家7代。松本藩第2代藩主　
  - 松平光徳：戸田松平家8代。松本藩第3代藩主
  - 松平光和：戸田松平家9代。松本藩第4代藩主
  - 松平光悌：戸田松平家10代。松本藩第5代藩主
  - 松平光行：戸田松平家11代。松本藩第6代藩主
  - 松平光年：戸田松平家12代。松本藩第7代藩主
  - 松平光庸：戸田松平家13代。松本藩第8代藩主
  - 松平光則：戸田松平家14代。松本藩第9代藩主
- 江戸時代その他
  - 井伊直陽：越後与板藩第2代藩主
  - 九鬼精隆：摂津三田藩第12代藩主
  - 久留島通春：豊後森藩第2代藩主
  - 南部信誉：陸奥七戸藩第2代藩主
  - 平岡道弘：安房船形藩主
  - 松平信義：駿河小島藩第5代藩主
  - 松平宗秀：丹後宮津藩第6代藩主・老中
  - 森快温：播磨三日月藩第5代藩主

## 丹波国の合戦
- 1508年:福徳貴寺合戦、細川澄元派(長澤氏・酒井氏) x 細川高国 派(波多野氏、波々伯部氏、大芋氏)
- 1511年：船岡山の戦い、足利義稙方（細川高国、大内義興等） x 足利義澄方（細川澄元、細川政賢等）
- 1527年：桂川原の戦い、波多野秀忠・柳本賢治・三好勝長 x 細川高国・武田元光
- 1554年：黒井城の乗っ取り戦、赤井直正 x 荻野秋清
- 1575年 - 1576年：第一次黒井城の戦い、赤井直正・波多野秀治 x 織田軍（明智光秀 ）
- 1579年：第二次黒井城の戦い、織田軍（明智光秀、細川藤孝等1万） x 赤井幸家（1,800）
- 1579年：八上城の戦い、明智光秀 x 波多野秀治
- 1579年：八木城の戦い、明智光秀（2,000） x 内藤有勝・内藤正勝（1,000）

## 現在

### 行政上の呼称
京都府内
- 南丹または口丹（くちたん：全域丹波） - 亀岡市、南丹市（旧船井郡園部町・八木町・日吉町、北桑田郡美山町）、船井郡
- 中丹（ちゅうたん：丹波と丹後にまたがる地域） - 福知山市、綾部市、舞鶴市（旧天田郡・旧何鹿郡・旧加佐郡）

兵庫県内
- 丹波（兵庫丹波） - 丹波市、丹波篠山市

### 京都丹波・兵庫丹波
丹波の範囲は、現在の兵庫県側は丹波篠山市及び丹波市で、人口・面積ともに全体の2割弱。京都府側は亀岡市、南丹市、船井郡京丹波町、綾部市、福知山市であるため、兵庫県部分より京都府部分のほうが広大である。「兵庫丹波」「京都丹波」と分類するのは、丹波が2府県にまたがるためである。
そもそも丹波は、中央集権体制を進める明治政府の大久保利通らにより、但馬・丹後を含め似通った地域性を無視して2府県に分けられた。亀岡市及び旧船井郡園部町、八木町を除き府県庁所在地を含む京阪神から遠く離れ、両府県および国の施策からは重きを置かれずにいたので、高度経済成長期に一層の過疎化が強まった。なお、1871年（明治4年）11月2日～1876年（明治9年）8月21日の約5年間は、桑田、何鹿、船井3郡および山城が京都府、氷上・多紀・天田3郡および但馬・丹後が豊岡県と言う構成であった。豊岡県を二分し、天田郡と丹後が京都府、氷上、多紀2郡と但馬が兵庫県に編入されることになったのは、旧出石藩士の桜井勉の発案であるが、当初桜井は豊岡県全域と飾磨県（播磨）との合併を進言したようである。

### 「丹波市」名称問題
2004年（平成16年）11月、旧氷上郡が町村合併で周囲の反対を押し切る形で丹波市を新市名とした。これに対しては、反対論や批判もあった。兵庫県篠山市は、丹波の名を広めたのは旧丹波国全域であり、「丹波黒豆」や「丹波松茸」などの丹波ブランドを確立したと自負もあった。これに加えて、京都府内の綾部市長や旧丹波町長の各首長からも反対や懸念の声が上がった。古代から丹波国の中心であり続けた亀岡市長からは反対の声がなかった。この問題は毎日放送（MBSテレビ）の関西ローカルニュース番組『VOICE』や『神戸新聞』『京都新聞』をはじめとする関西の新聞・テレビ等の各メディアで大きく報じられた（竹内正浩は著書『日本の珍地名』（文春新書）で丹波市は「京都府をはじめ全国的な反発を買ったという“事件”」であったと書いている）。2004年当時、丹波町（京都府）が存在していたが、市と町の違いがあるので、競合そのものに法律上の問題はなかったが、丹波町が周辺の町と合併して京丹波町が発足した2005年（平成17年）10月11日をもって、丹波市・丹波町の並存は解消した。

### 「丹波篠山市」への改称
上記の「丹波市」問題に見られるように、篠山市では旧国名・丹波への愛着が強い。市名に旧国名を冠した「丹波篠山」は民謡『デカンショ節』にも謳われ、黒豆や栗など市内物産の販売のブランドとして活用し、観光協会も「丹波篠山観光協会」を名乗っている。「丹波市」問題に触発されるなどして市名を「丹波篠山市」に改称する機運が高まり、2018年11月18日の住民投票で賛成多数となり、2019年5月1日に市名が「丹波篠山市」に改称された。

### 丹波と丹後・但馬
丹波と丹後をあわせて両丹（りょうたん）、丹波と但馬をあわせて但丹または丹但（たんたん）、丹波と丹後、但馬をあわせて三たん（さんたん）と呼ばれる。「柏原の厄除大祭は三たん一のお祭り」などと表現される。
なお丹但は、但馬と丹後に用いられる場合もある。